# Этой стороной вверх
«Этой стороной вверх» (англ. This Way Up) — британский короткометражный мультфильм режиссёров Алана Смита и Адама Фолкса.

## Сюжет
Главные герои картины — отец и сын, которые являются владельцами своего семейного предприятия, а именно похоронного бюро «A.T Shank & Son». Действие начинается с того, что они садятся в катафалк возле своего бюро, грузят туда гроб и едут к одному из домов за городом, где должны забрать тело пожилой женщины, чтобы отвезти его на кладбище и похоронить. Отец на протяжении всего времени ведёт себя очень сдержано и строго, в то время как сын неоднократно пытается сделать свою работу менее мрачной и даже включает весёлую музыку в машине во время поездки, которую отец тут же выключает.
После того как они подъезжают к дому и забирают тело, а затем кладут его в гроб и выходят, происходит несчастный случай. Когда они поднимали гроб, то сын случайно задел стол на котором стояла ваза с розами, она начала качаться, но не упала и потому те спокойно пошли дальше. Однако лепесток, упавший с одной из роз, падает на одну из рамок с фотографиями на столе, те друг за другом падают и задевают блюдца на камине. Всё это приводит к цепной реакции, которая выходит далеко за пределы дома и благодаря которой на катафалк скатывается огромный валун с горы. Машина оказывается полностью раздавленной и поэтому им обоим приходится идти до кладбища пешком неся гроб на руках. В результате долгого пути с множеством самых различных неудач в результате которых тело даже несколько раз вываливалось из гроба, они наконец добираются до кладбища, где на них снова падает валун.
Они попадают в пространство чем то напоминающее ад, где по реке из лавы к огромному водопаду плывёт множество гробов. Им удаётся выбраться из этой реки, а затем подняться на поверхность. Когда они снова оказываются на кладбище, то у них наконец получается похоронить даму.

## Награды и номинации
В 2009 году мультфильм был номинирован на премию «Оскар» в номинации «Лучший анимационный короткометражный фильм». Картина также получила приз зрительских симпатий на Международном фестивале анимационных фильмов в Оттаве в 2008 году.